# Aleksandr Bortnikow

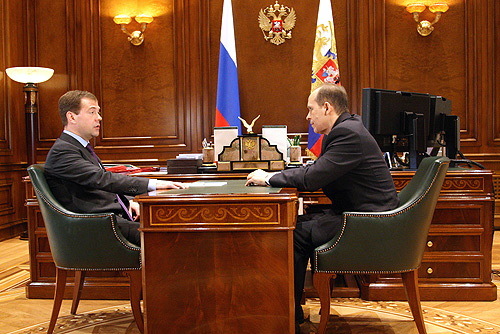
Aleksandr Bortnikow wraz z prezydentem Federacji Rosyjskiej Dmitrijem Miedwiediewem w 2009

Aleksandr Wasiljewicz Bortnikow (ros. Алекса́ндр Васи́льевич Бо́ртников; ur. 15 listopada 1951 w Mołotowie) – rosyjski polityk, oficer służb specjalnych i działacz państwowy. Od 2008 dyrektor Federalnej Służby Bezpieczeństwa Federacji Rosyjskiej oraz stały członek Rady Bezpieczeństwa Federacji Rosyjskiej. Posiada stopień generała armii. Bohater Federacji Rosyjskiej. Objęty sankcjami w związku z usiłowaniem otrucia opozycjonisty Aleksieja Nawalnego.

## Życiorys
W 1966 wstąpił w szeregi Komsomołu. W 1973 ukończył Leningradzki Instytut Inżynierów Kolejnictwa. Krótko pracował w wyuczonej specjalności w Gatczynie.
W 1975 został absolwentem Wyższej Szkoły KGB ZSRR im. Feliksa Dzierżyńskiego i rozpoczął pracę w radzieckich organach bezpieczeństwa. Od 1975 do 1991 był członkiem Komunistycznej Partii Związku Radzieckiego.
Od 2003 był szefem UFSB miasta Petersburg i obwodu leningradzkiego, od 2004 zastępcą dyrektora – przewodniczącym Departamentu Bezpieczeństwa Ekonomicznego FSB, a od lipca 2004 – dyrektorem Służby Bezpieczeństwa Ekonomicznego FSB. 12 maja 2008 został dyrektorem Federalnej Służby Bezpieczeństwa Federacji Rosyjskiej. W tym samym roku został też stałym członkiem Rady Bezpieczeństwa Federacji Rosyjskiej.
W 2014, w związku z konfliktem na wschodzie Ukrainy, Unia Europejska i Kanada wprowadziły przeciwko Bortnikowowi sankcje. Nie znalazł się on jednak na amerykańskiej liście sankcji, obejmującej urzędników, deputowanych i biznesmenów bliskich prezydentowi Władimirowi Putinowi. W lutym 2015, na zaproszenie strony amerykańskiej, Aleksandr Bortnikow wziął udział w szczycie w Waszyngtonie, poświęconemu zwalczaniu ekstremizmu.

W dniach 27–28 stycznia 2018, wraz z generałem Igorem Korobowem i Siergiejem Naryszkinem, ponownie odwiedził Stany Zjednoczone. Spotkał się wówczas z Mikiem Pompeo, dyrektorem Centralnej Agencji Wywiadowczej. Szefowie rosyjskich i amerykańskich służb specjalnych omówili głównie kwestię działań bojowników Państwa Islamskiego w Syrii.

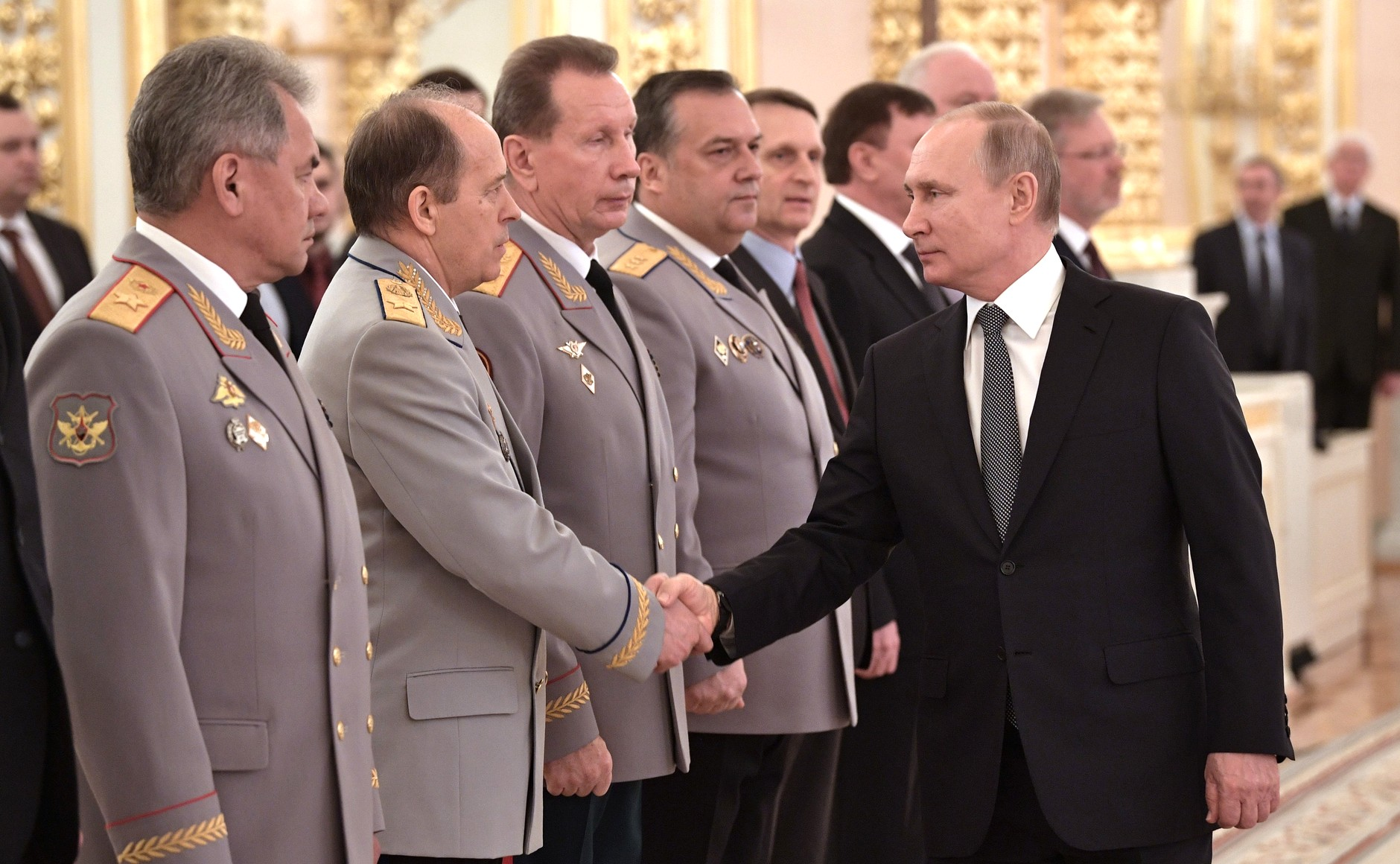
Bortnikow witający się z prezydentem Władimirem Putinem w 2019

15 października 2020 Unia Europejska i Wielka Brytania nałożyły sankcje na osobę Aleksandra Bortnikowa, w związku z otruciem opozycyjnego polityka Aleksieja Nawalnego. Osobom objętym tego typu działaniami nie wolno wjeżdżać do krajów UE, korzystać z tranzytu przez te kraje, ich majątek i fundusze w UE są zamrożone, obowiązuje zakaz udzielania im jakiejkolwiek pomocy ekonomicznej ze strony obywateli unijnych. W 2022, po rosyjskiej inwazji na Ukrainę, sankcjami objęty został również jego syn, Denis Aleksandrowicz Bortnikow.

## Krytyka
W grudniu 2017 grupa ponad 30 naukowców i profesorów związanych z Rosyjską Akademią Nauk, w liście otwartym opublikowanym przez „Kommiersant”, skrytykowała Aleksandra Bortnikowa za wywiad udzielony przez niego i opublikowany w dzienniku „Rossijskaja Gazieta”, z okazji 100-lecia powstania Czeka, w której szef FSB, zdaniem naukowców, uzasadnia represje stalinowskie. Historyk Nikita Pietrow nazwał wywiad Bortnikowa nihilizmem prawnym.

## Ordery, odznaczenia i nagrody
- Order Świętego Jerzego IV klasy[15]
- Order „Za zasługi dla Ojczyzny” I klasy
- Order „Za zasługi dla Ojczyzny” II klasy
- Order „Za zasługi dla Ojczyzny” III klasy
- Order „Za zasługi dla Ojczyzny” IV klasy
- Order Aleksandra Newskiego
- Order „Za zasługi wojskowe”
- Order Honoru
- Order Przyjaźni
- Honorowy Dyplom Rządu Federacji Rosyjskiej (2006)[16]

## Majątek
W 2015 w swoim oświadczeniu majątkowym zadeklarował posiadanie dochodów w wysokości 11,5 miliona rubli.